# Volvo 760
Volvo 760 är en svensk personbil som tillverkades av Volvo vid Volvoverken i Kalmar och som lanserades 1982. 760-serien lade grunden till ett nytt och modernt modellprogram inför 1980-talet för Volvo. 760 vidareutvecklades till och ersattes av Volvo 960. 

## Historik

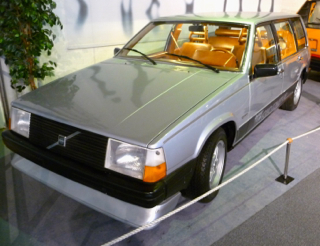
Volvo VCC från 1980.

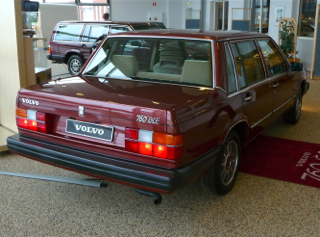
Volvo 760 GLE

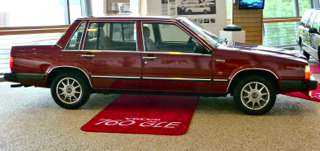
Volvo 760 GLE

Volvo 760 var den första helt nya Volvon på flera år och hade stora förväntningar på sig när den lanserades den 2 februari 1982. Volvo hade då under flera år litat till Volvo 240- och 340-modellerna. Drivlinan är snarlik Volvo 240 och 260-serien men karossen och chassit var helt nya. Den hade utvecklats sedan andra halvan av 1970-talet och visats i en utvecklingsversion 1980 som konceptbilen Volvo VCC. Arbetet med designen leddes av Jan Wilsgaard.
760-serien lade grunden till ett nytt och modernt modellprogram inför 1980-talet och 1984 kom den enklare och billigare systermodellen Volvo 740 som blev volymbilen. Volvo 760 tillverkades till hösten 1990 då den efterträddes av Volvo 960. År 1985 kompletterades sedanmodellen med en kombiversion.
Volvo 760 har en kantigare kaross än Volvo 260. Designen är tydligt inspirerad av amerikanska bilar för att kunna sälja bättre på den amerikanska marknaden. Jämfört med 260 är axelavståndet och spårvidden större, och tillsammans med rakare karosslinjer gjorde det bilen betydligt rymligare. Årsmodell 1988 och framåt fick en ny front, stötfångare, huv och interiör. 940 och tidiga Volvo 960 har liknande front (strålkastare och grill). 
Volvo 760 Executive är en förlängd Volvo 760 GLE. Bilen är 16 cm längre än originalversionen. Dessa bilar byggdes hos Yngve Nilssons Karosseri AB i Laholm. Färdiga bilar skeppades från Kalmarfabriken till Laholm där de kapades och förlängdes.
Totalt tillverkades 221 309 Volvo 760.

### Teknik
Volvo 760 introducerades med två olika motorer - dels Volvos 6-cylindriga PRV-bensinmotor B28E, dels en nyutvecklad, turboladdad 6-cylindrig dieselmotor D24T från Volkswagen.
PRV-motorn utvecklades tillsammans med Renault och Peugeot och användes i en mängd bilar. Motorn var känsligare för vanskötsel och kokning än de 4-cylindriga motorerna och vissa bilar har under åren blivit ombyggda.
Andra motorer i 760 var en 4-cylindrig 2,3-liters turboladdad bensinmotor. Bensinturbomodellen utrustades med manuell växellåda. Automatväxellådorna i 760-serien är avsevärt mindre energikrävande än de som satt i 260-serien med lägre bränsleförbrukning som följd. Skillnaden var att 760 fick en överväxel som gav automatlådan en fjärde växel.  Den första Volvo 760 GLE fanns att få med manuell växellåda (M46). Från och med 1983 års modell var dock automat det enda alternativet. Turbodieselmodellen var länge utsedd till Europas snabbaste dieselpersonbil, med en accelerationstid 0–100 km/h på 11 sekunder.
En uppdatering av modellen kom med årsmodell 1988. Fronten och motorhuven modifierades så att de sista årsmodellerna av 760 till utseendet mer liknar efterföljaren 960 och var lätt att skilja från 740. En helt ny interiör och instrumentbräda lanserades. Den största nyheten var dock den delade bakaxeln kallad Multilink, som endast fanns till sedanmodellen. Även motorn blev omarbetad och kallas för B280E/F. Denna motor kom redan 1987 i Volvo 760 och är i princip en helt ny motor jämfört med tidigare versioner (B27/B28). Det är bara motorblocket som är detsamma som de äldre versionerna. 
Prestanda. 
Volvo 760 GLE Turbodiesel. D24T 109hk/DIN. Acceleration från 0 till 100 km/h 12.3 sek. Toppfart 174 km/h. Källa: Autobild 21-04-1986. 
Volvo 760 (B280E. 147hk/DIN) Acc 0–100 km/h 12,6 sek. Toppfart 184 km/h. Källa: Auto, motor und sport nr 19-1987. 
Volvo 760 Turbo. B23ET 182 hk/DIN. Acc från 0 till 100 km/h 8,2 sek. Toppfart 208 km/h. Källa: Autobild 01-09-1986.

## Versioner av Volvo 760

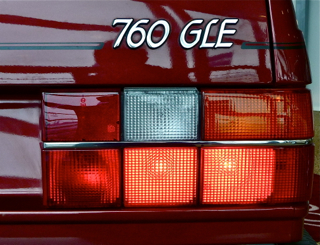
Volvo 760 GLE

- Volvo 760 GLE -15cm förlängd kaross, (Executive) mycket extrautrustning som standard. Utrustad med PRV-V6:an eller Turbodiesel och automatlåda.
- Volvo 760 Turbodiesel - med 6-cylindring turbomatad dieselmotor från VAG D24T/TIC/TDIC
- Volvo 760 TURBO - 4-cylindrig 1983-1984, B23ET-motor med turbo, 1985-1988 B230ET 182 hk, 1989-1990 B230FT (156hk/165 hk). manuell 4-växlad växellåda med elektronisk överväxel, automat mot pristillägg.